# 橋場の渡し
『橋場の渡し』（はしばのわたし）は、2008年8月27日に発売された五木ひろしのシングル。

## 解説
- 4ヶ月連続リリースの第一弾シングル。
- カップリングには「よこはま・たそがれ」の英語バージョンを収録。

## 収録曲
1. 橋場の渡し（4分21秒）
作詞：喜多條忠／作曲：弦哲也／編曲：前田俊明
2. 橋場の渡し（オリジナル・カラオケ）
3. よこはま・たそがれ〜英語バージョン〜（4分21秒）
英語詞：Tony Allen／作曲：平尾昌晃／編曲：鈴木豪
4. よこはま・たそがれ〜英語バージョン〜（オリジナル・カラオケ）

## 収録アルバム
橋場の渡し
- オリジナル『五木ひろし 全曲集 2009』（2008年12月10日）
- カバー『江戸の夕映え 〜五木ひろし 日本の「粋」と「情」を歌う〜』（2009年2月25日）

よこはま・たそがれ～英語バージョン～
- オリジナル『五木ひろし 全曲集 2009』（2008年12月10日）
- カバー『アメリカンポップス&スタンダード 〜テネシーワルツ〜』（2009年2月25日）